# Bangaly Djenassa Kourouma
Pour les articles homonymes, voir Kourouma.
Bangaly Djenassa Kourouma, né le 30 novembre 1990 à Nzérékoré en Guinée, est un économiste guinéen.
Le 22 janvier 2022, il est nommé conseiller au sein du Conseil national de la transition en tant que représentant des partis politiques, notamment le RRD,.